# Megacera
Megacera is een kevergeslacht uit de familie van de boktorren (Cerambycidae). De wetenschappelijke naam van het geslacht werd voor het eerst geldig gepubliceerd in 1835 door Audinet-Serville.

## Soorten
Megacera omvat de volgende soorten:
- Megacera acuminata Galileo & Martins, 2006
- Megacera praelata Bates, 1866
- Megacera rigidula Bates, 1866
- Megacera vittata Audinet-Serville, 1835